# Kuggnäsfestivalen
Kuggnäsfestivalen är en musikfestival som arrangeras på Kuggnäs motorgård i Kuggnäs utanför Nyköping. Kuggnäsfestivalen lockar främst besökare från vikingarockare, skinheads och raggare.

## Bakgrund
2001 berättade Arnöbor om hur "sieg heil"-ropen och vit makt-musiken hördes från området.
År 2003 firade Kuggnäs motorgård sitt 25-årsjubileum med en två dagar lång musikfestival. Festivalen besöktes av över 1000 deltagare och fick snabbt dåligt rykte. Polisen rapporterade om hitlerhälsningar och att festivalen var till för personer på yttersta högerkanten.  Efter jubileet kom festivalen att bli ett återkommande musikevenemang första helgen i augusti.
Sommaren 2012 besökte 3 500 människor Kuggnäsfestivalen. Detta år gjorde Ultima Thule sin sista spelning som man valde att förlägga till Kuggnäsfestivalen. Boken Lions of the North beskriver Kuggnäsfestivalen som "den största årliga samlingen av skinnskallar i Norden".